# Lisbon Open 1983
Il Lisbon Open 1983 è stato un torneo di tennis giocato sulla terra rossa.
È stata la 1ª edizione del torneo, che fa parte del Volvo Grand Prix 1983.
Si è giocato a Lisbona in Portogallo, dal 4 al 10 aprile 1983.

## Campioni

### Singolare
Mats Wilander ha battuto in finale  Yannick Noah con il punteggio di 2–6, 7–6, 6–4

### Doppio
Carlos Kirmayr /  Cássio Motta hanno battuto in finale  Pavel Složil /  Ferdi Taygan con il punteggio di 7–5, 6–4